# Studenec pri Krtini
Studenec pri Krtini este o localitate din comuna Domžale, Slovenia, cu o populație de 61 de locuitori.